# Conioscinella empheria
Conioscinella empheria är en tvåvingeart som beskrevs av Wheeler och Forrest 2003. Conioscinella empheria ingår i släktet Conioscinella och familjen fritflugor. Inga underarter finns listade i Catalogue of Life.